# 赤道ギニア進歩党
赤道ギニア進歩党（せきどうギニアしんぽとう）は、赤道ギニアの政党。赤道ギニア民主党(PDGE)による一党支配が形式的に終了した1990年代前半に結成。市場経済と民主主義を掲げる。

## 党名
- スペイン語ではPartido del Progreso de Guinea Ecuatorialで、略称はPPGE
- 英語ではProgress Party of Equatorial Guinea

## 現況
最大野党として常に与党PDGEを批判する立場にあるが、軍隊を背景とした政府の相次ぐ弾圧により、党首セベロ・モトヌサはスペインに亡命。そして赤道ギニア亡命政府を樹立した。
PPGE幹部の大半は赤道ギニア国内に残り活動を続けているが、政府・与党によりその多くが国家反逆罪に問われ、迫害されている。その最たる例としては、モトヌサ党首は2005年3月19日から4月30日、クロアチアの首都・ザグレブで最後に確認されてからスペインの首都・マドリードで発見されるまでの約1ヵ月半にわたり、行方不明となっていたことが挙げられる。この件について、亡命政府所在地であるスペインの各有力紙は、赤道ギニア政府の当局に殺害されたとの見方を強めていた。モトヌサ本人は、「暗殺されかけたが、カトリック信者ゆえに難を逃れた」と語った。